# Maraton Nowojorski

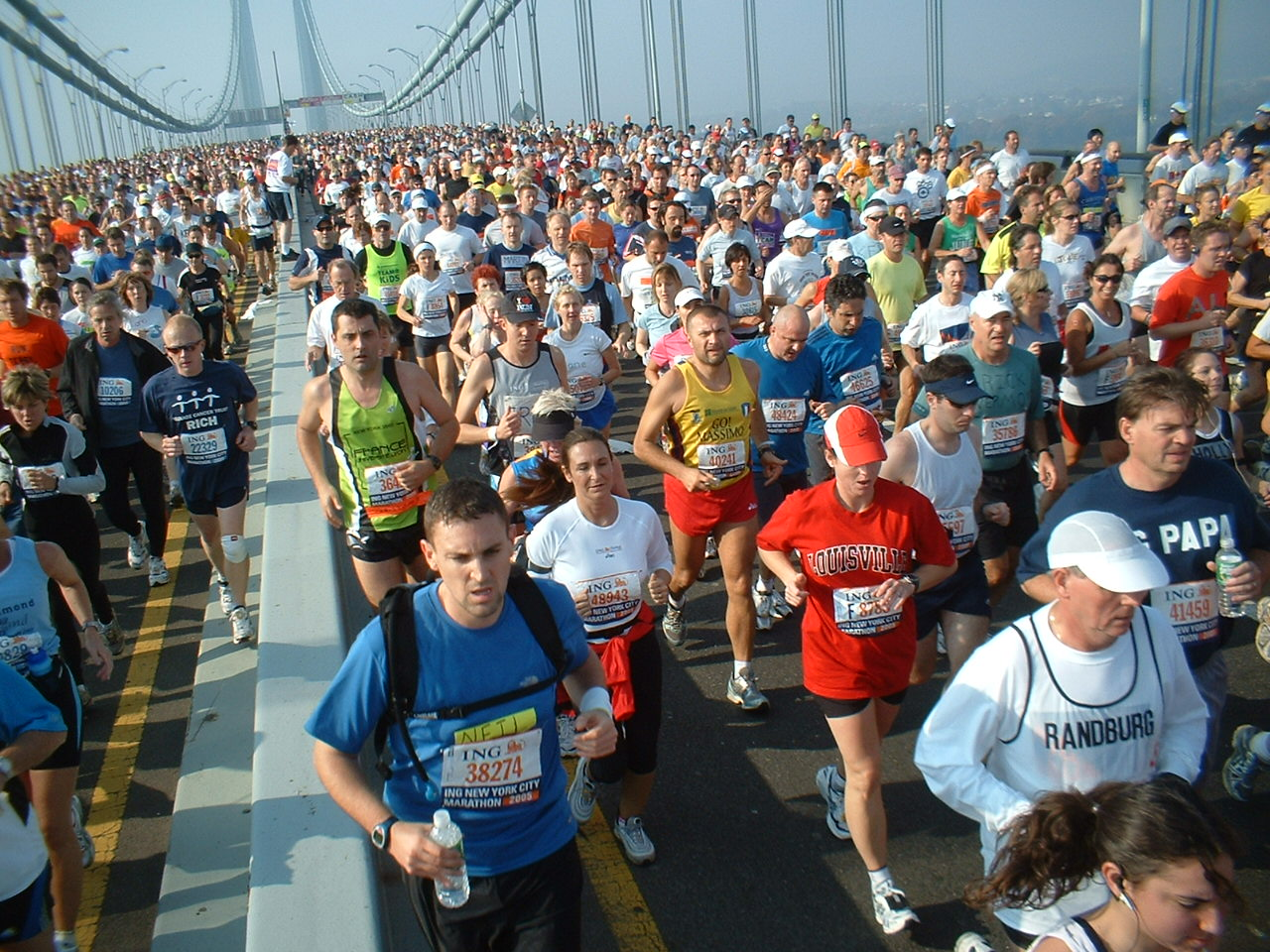
Maratończycy na moście Verrazano-Narrows (2005)

Maraton Nowojorski (ang. New York City Marathon, ze względów sponsorskich TCS New York City Marathon) – maratoński bieg uliczny rozgrywany na ulicach Nowego Jorku.
Bieg odbywa się corocznie począwszy od 1970 roku (z przerwą w 2012 roku, kiedy został odwołany z powodu huraganu Sandy i 2020 roku, kiedy został odwołany z powodu pandemii COVID-19). Do 1975 roku maraton odbywał się w obrębie Central Parku, od 1976 roku trasa prowadzi przez pięć głównych okręgów Nowego Jorku: Staten Island, Brooklyn, Queens, Bronx i Manhattan. Pierwszą edycję biegu ukończyło 55 zawodników.
Obecnie impreza zaliczana jest do największych maratonów na świecie i wchodzi w skład World Marathon Majors.
W 2015 roku bieg ukończyło 49 595 uczestników, w 2016 roku 51 388 (najliczniejszy maraton w historii na świecie), a 2017 roku 50 770 (średni czas ukończenia 4:37:09).
W 1990 roku wśród kobiet wygrała Wanda Panfil-González z czasem 2:30:45.
W poniedziałek po maratonie odbywa się symboliczne spotkanie polskich maratończyków w Konsulacie Generalnym, a The New York Times publikuje specjalny dodatek z listą nazwisk i czasów uczestników.